# Pippa Wilson
Philippa Claire (Pippa) Wilson (Weybridge, 13 januari 1977) is een Brits zeiler.
Wilson won met haar ploeggenoten in 2008 de Olympische gouden medaille, Wilson werd in 2007 en 2008 wereldkampioen in de Yngling.

## Resultaten

### Wereldkampioenschappen
| Jaar | Plaats  | Resultaten |
| ---- | ------- | ---------- |
| 2007 | Cascais | Yngling    |
| 2008 | Miami   | Yngling    |

### Olympische Zomerspelen
| Jaar | Plaats  | Resultaten |
| ---- | ------- | ---------- |
| 2008 | Qingdao | Yngling    |

2004: Sarah Ayton / Shirley Robertson / Sarah Webb ·
2008: Sarah Ayton / Sarah Webb / Pippa Wilson